# Leon Kiszka
Niektóre z zamieszczonych tu informacji wymagają weryfikacji.
Dokładniejsze informacje o tym, co należy poprawić, być może znajdują się w dyskusji tego artykułu.
 Po wyeliminowaniu niedoskonałości należy usunąć szablon [[Szablon:Dopracować|]] z tego artykułu.
Leon Kiszka, Lew Kiszka OSBM (ur. 1668, zm. 1728) – duchowny unicki, biskup włodzimiersko-brzeski (1711–1714), unicki metropolita kijowski (1714–1728), działacz religijny, polityczny i społeczny, doktor teologii.

## Życiorys
Działacz religijny Rzeczypospolitej, historyk, teolog oraz tłumacz wielu dzieł wydawanych przede wszystkim w Supraślu. Bazylianin, biskup (władyka) włodzimiersko-brzeski (1711–1728), unicki metropolita kijowski i halicki (1714–1728).
Pochodził ze szlacheckiej rodziny herbu Dąbrowa. Od 1684 członek zakonu bazylianów. Kształcił się w klasztornej szkole oo. bazylianów w Bytyniu (1683–1688). W latach 1687–1691 studiował w Kolegium Urbanum przy Kongregacji Rozkrzewiania Wiary w Rzymie. Po powrocie do Polski objął obowiązek profesora retoryki i filozofii w bazyliańskim studium zakonnym we Włodzimierzu (1694–1696). W 1696 mianowany wikarym, a w 1697 na archimandrytą wileńskiego monasteru św. Trójcy. Funkcję opata klasztoru w Wilnie pełnił do roku 1699, kiedy został przełożonym klasztoru bazylianów pw. Świętych Borysa i Gleba w Połocku (1699–1708).
W latach 1703–1713 pełnił funkcję protoarchimandryty (generała) zakonu bazylianów. W 1709 r. obrany na honorową funkcję opata klasztoru bazylianów w Supraślu k. Białegostoku. Włączył do ordynacji zakonnej wiele klasztorów wcześniej przyporządkowanych władykom unickim, natomiast klasztory autonomiczne tzn. archimandrie regularnie odwiedzał. Ożywiał działalność wielu podupadłych klasztorów m.in. w Berezweczu i w Supraślu, gdzie rozwinął działalność oficyny wydawniczej (1695–1803) powstałej z inicjatywy metropolity Cypriana Żochowskiego. W tym celu wybudował w Supraślu papiernię – jedną z pierwszych w Wielkim Księstwie Litewskim. Od 1711 do 1728, tj. do śmierci L. Kiszki, w podległym mu monasterze supraskim wydano co najmniej 65 pozycji unickich, z czego w języku polskim – 40, po łacinie 13, cyrylicą 12. Zorganizował także unicką rezydencję w Warszawie.
Jako metropolita Kijowa, Halicza i całej Rusi, czyli zwierzchnik Kościoła unickiego w Rzeczypospolitej 1720 r. zwołał do Zamościa synod Cerkwi unickiej, który odnowił, zjednoczył oraz zreformował cały Kościół unicki w Rzeczypospolitej. Podniósł stopień wykształcenia kleru świeckiego - tzw. białego duchowieństwa.
Reformy synodu zamojskiego przetrwały do czasu reformy dobromilskiej bazylianów, przeprowadzonej z inicjatywy metropolity halickiego Leona Ludwika Szeptyckiego.
Leon Kiszka podejmował próby utworzenia na ziemiach ukraińskich podległej sobie prowincji zakonnej bazylianów.
Działalność Leona Kiszki przypadła w okresie osłabienia politycznego i zagrożenia unii kościelnej w dobie III wojny północnej (1700–1721). Po przegranej Szwedów na rzecz Rosji pod Połtawą (1709), skończyły się w Polsce rządy proszwedzkiego króla Stanisława Leszczyńskiego, a zaczęły czasy nacechowane dominacją polityczną Rosji. Car Piotr I osadził na tronie Polski zdetronizowanego Augusta II Sasa, co wywołało wojnę domową zakończoną w 1717 r. traktatem pacyfikacyjnym na tzw. sejmie niemym. Traktat ten dawał Rosji uprzywilejowaną pozycję gwaranta porządku politycznego. Dla kilku milionów unitów rozwój sytuacji politycznej był wyjątkowo niesprzyjający. Pamiętali oni bowiem wrogość Piotra I wobec unitów, który w Połocku (1705) własnoręcznie zasiekał 3 bazylianów (tzw. mord bazylianów w Połocku). Władca ten szczególnie dybał na życie Leona Ślubicza-Załęskiego, poprzednika Kiszki na katedrze metropolity unickiego. Miał nawet wypowiedzieć, że nie godzien jest miana władcy Wszechrusi, jeśli nie powiesi Załęskiego.
W sytuacji zagrożenia bytu unii brzeskiej metropolita Leon Kiszka podjął reformę cerkwi unickiej poprzez wspomniany synod zamojski. Tylko wzmocnienie tożsamości religijnej ludu unickiego mogło oddalić zagrożenie ze strony cara Rosji Piotra I. Szczególne działania w tym zakresie L. Kiszka podejmował na Podlasiu, gdzie organizował sieć świętych krynic. Powstały one w Świętej Wodzie k. Wasilkowa (1719), na Świętej Górze Grabarce (1717), w Starym Korninie (1716). W tym samym okresie powstały również mniejsze krynoczki w Piatience k. Folwarków Tylwickich, w Knorydach oraz w Hodyszewie. Miejsca te wzmacniały unię na Podlasiu.
Stale rezydował w monastyrze supraskim, skąd administrował podległym mu Kościołem unickim, gdzie zmarł.
Oprócz dzieła reformy Kościoła unickiego w Rzeczypospolitej Leon Kiszka pozostawił po sobie kilka dzieł teologicznych oraz opis synodu zamojskiego z roku 1720.